# 윤자운 선생 묘 및 신도비
윤자운 선생 묘 및 신도비는 대한민국 경기도 양주시 백석읍 홍죽리에 있다. 1986년 4월 15일 양주시의 향토유적 제9호로 지정되었다.

## 같이 보기
- 윤자운